# Dicranomyia namwambae
Dicranomyia namwambae är en tvåvingeart som först beskrevs av Alexander 1956.  Dicranomyia namwambae ingår i släktet Dicranomyia och familjen småharkrankar.
Artens utbredningsområde är Uganda. Inga underarter finns listade i Catalogue of Life.